# Kaori Matsumoto
Kaori Matsumoto (in giapponese: 松本 薫) (Kanazawa, 11 settembre 1987) è una judoka giapponese, vincitrice della medaglia d'oro nella categoria 57 kg ai Giochi olimpici del 2012 di Londra.

## Carriera
Kaori Matsumoto ha iniziato a praticare judo all'età di 6 anni. Durante la sua carriera si è rotta la spalla destra, il suo osso nasale e gomito destro, e infine la sua mano destra durante il campionato mondiale 2009, dove è arrivata quinta, a causa di una dieta squilibrata. Dopo questi eventi, ha cominciato a controllare le sue abitudini alimentari e ha imparato l'importanza dell'educazione alimentare. 
Ha vinto la medaglia d'oro nella categoria Pesi leggeri (57 kg) ai Campionati del mondo 2010 di Judo. Nel mese di agosto 2011, è arrivata terza ai Mondiali di Parigi. Nel mese di dicembre, ha vinto la medaglia d'oro al Grande Slam di Tokyo. 
Nel 2012, ha vinto medaglie al Master nel mese di gennaio e al Grand Prix di Düsseldorf nel mese di febbraio. Lo stesso anno, Kaori Matsumoto ha vinto l'oro alle Olimpiadi estive del 2012 vincendo in finale contro la rumena Corina Căprioriu dopo che quest'ultima è stata squalificato durante il golden score, vincendo la prima medaglia d'oro del Giappone ai Giochi del 2012 e l'unica nel Judo. 
Dopo le Olimpiadi, ha iniziato a fare volontariato per i bambini in Giappone e ha doppiato una poliziotta nel film Dragon Ball Z: La battaglia degli dei.

## Palmarès
- Giochi olimpici estivi

Londra 2012: oro nei 57 kg.
Rio De Janeiro 2016: bronzo nei 57 kg.
- Mondiali

Tokyo 2010: oro nei 57 kg.
Parigi 2011: bronzo nei 57 kg.
Čeljabinsk 2014: bronzo a squadre.
Astana 2015: oro nei 57 kg.
- Giochi Asiatici

Canton 2010: oro nei 57 kg.
- Campionati asiatici

Jeju 2008: oro nei 57 kg.